# Codice ATC G01
Il codice ATC G01 "Antinfettivi  ginecologici e antisettici" è un sottogruppo del sistema di classificazione Anatomico Terapeutico e Chimico, un sistema di codici alfanumerici sviluppato dall'OMS per la classificazione dei farmaci e altri prodotti medici. Il sottogruppo G01 fa parte del gruppo anatomico G, farmaci per l'Apparato genito-urinario e ormoni sessuali.
Codici per uso veterinario (codici ATCvet) possono essere creati ponendo la lettera Q di fronte al codice ATC umano: QG01... I codici ATCvet senza corrispondente codice ATC umano sono riportati nella lista seguente con la Q iniziale.
Numeri nazionali della classificazione ATC possono includere codici aggiuntivi non presenti in questa lista, che segue la versione OMS.

## G01A Anti infettivi e antisettici, escluse le combinazioni con corticosteroidi

### G01AA Antibiotici
G01AA01 Nistatina
G01AA02 Natamicina
G01AA03 Amfotericina B
G01AA04 Candicidina
G01AA05 Cloramfenicolo
G01AA06 Achimicina
G01AA07 Ossitetraciclina
G01AA08 Carfecillina
G01AA09 Mepartricina
G01AA10 Clindamicina
G01AA11 Pentamicina
G01AA51 Nistatina, combinazioni
QG01AA55 Cloramfenicolo, combinazioni
QG01AA90 Tetracicline
QG01AA91 Gentamicina
QG01AA99 Antibiotici, combinazioni

### G01AB Composti dell'arsenico
G01AB01 Acetarsolo

### G01AC Derivati della chinolina
G01AC01  Diiodoidrossichinolina
G01AC02 Cliochinolo
G01AC03 Clorchinaldolo
G01AC05 Dequalinio
G01AC06 Broxichinolina
G01AC30 Ossichinolina (8-idrossichinolina)
QG01AC90 Acriflavina cloridrato
QG01AC99 Combinazioni

### G01AD Acidi organici
G01AD01 Acido lattico
G01AD02 Acido acetico
G01AD03 Acido ascorbico

### G01AE Sulfonamidi
G01AE01 Sulfatolamide
G01AE10 Combinazioni di sulfonamidi

### G01AF Derivati dell'imidazolo
G01AF01 Metronidazolo
G01AF02 Clotrimazolo
G01AF04 Miconazolo
G01AF05 Econazolo
G01AF06 Ornidazolo
G01AF07 Isoconazolo
G01AF08 Tioconazolo
G01AF11 Ketoconazolo
G01AF12 Fenticonazolo
G01AF13 Azanidazolo
G01AF14 Propenidazolo
G01AF15 Butoconazolo
G01AF16 Omoconazolo
G01AF17 Ossiconazolo
G01AF18 Flutrimazolo
G01AF19 Sertaconazolo
G01AF20 Combinazione di imidazolo derivati

### G01AG Derivati del triazolo
G01AG02 Terconazolo

### G01AX Altri antimicrobici e antisettici
G01AX01 Clodantoina
G01AX02 Inosina
G01AX03 Policresulene
G01AX05 Nifuratel
G01AX06 Furazolidone
G01AX09 Cristal violetto
G01AX11 Iodopovidone
G01AX12 Ciclopiroxolamina
G01AX13 Protiofato
G01AX14 Lactobacillus fermentum
G01AX15 Rame usnato
G01AX16 Esetidina
G01AX66 Octenidina, combinazioni
QG01AX90 Nitrofurazone
QG01AX99 Altri antimicrobici e antisettici, combinazioni